# Görsroth
Görsroth ist ein Ortsteil der Gemeinde Hünstetten im südhessischen Rheingau-Taunus-Kreis.

## Geographie
Der Ort liegt im Taunus nördlich des Hauptkamms zwischen Limburg und der Landeshauptstadt Wiesbaden. In geringer Entfernung zum Ort verläuft westlich die Bundesstraße 417. 

## Geschichte
Der frühere Ortsname Gerhardis Rode wird von Gerhart von Nürings abgeleitet, der hier eine Waldfläche zur Anlegung eines Hofes um 1160 gerodet haben soll. Dieser Gerhart war im Raum Falkenstein ansässig, wo er 1146 das Kloster Retters stiftete.
Am 1. Januar 1977 wurde Görsroth im Zuge der Gebietsreform in Hessen in die fünf Jahre zuvor entstandene neue Gemeinde Hünstetten kraft Landesgesetz eingegliedert. Für Görsroth wurde, wie für die anderen Ortsteile, ein Ortsbezirk mit Ortsbeirat und Ortsvorsteher gebildet.

## Wappen
Das Wappen zeigt in Blau einen bewurzelten silbernen Apfelbaum mit goldenen Früchten.

## Infrastruktur
Im Ort gibt es die Panorama-Schule, eine Grundschule, eine Mehrzweckhalle, einen Sportplatz, die Kindertagesstätte Groß + Klein und die 1872 eingeweihte evangelische Kirche, an deren Standort schon seit 1596 ein anderes Gotteshaus gestanden hatte.

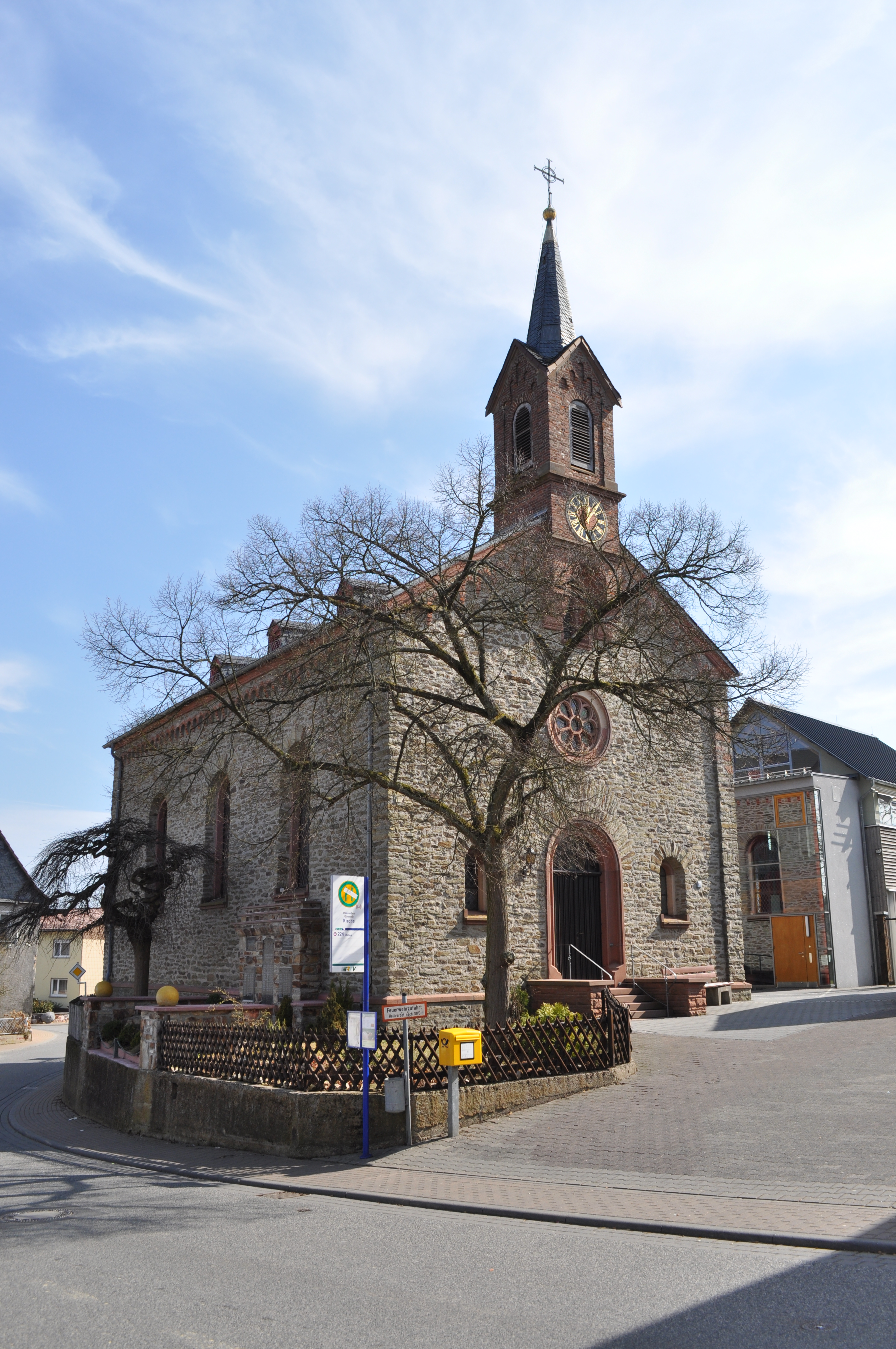
Kirche
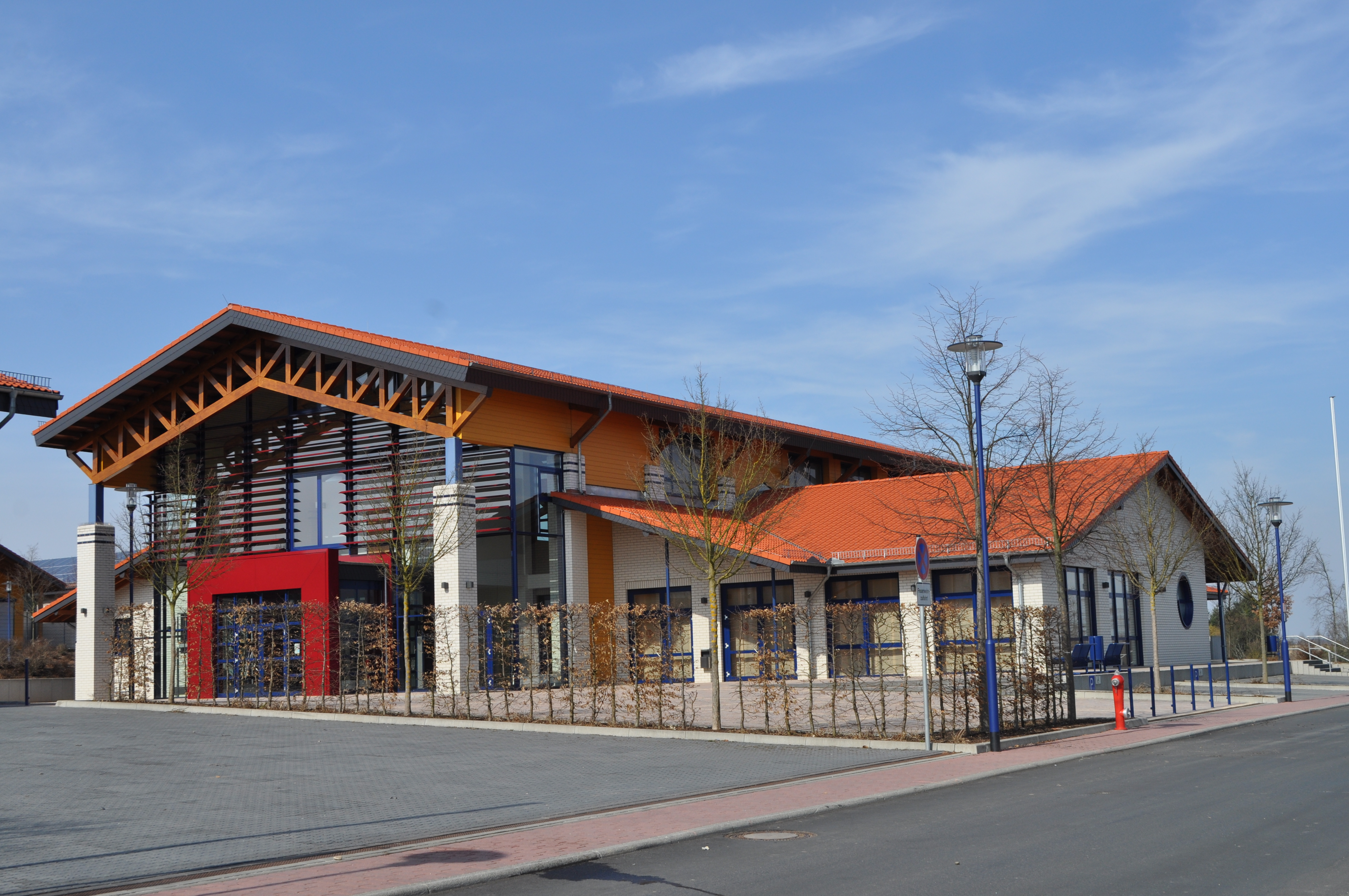
Dorfgemeinschaftshaus
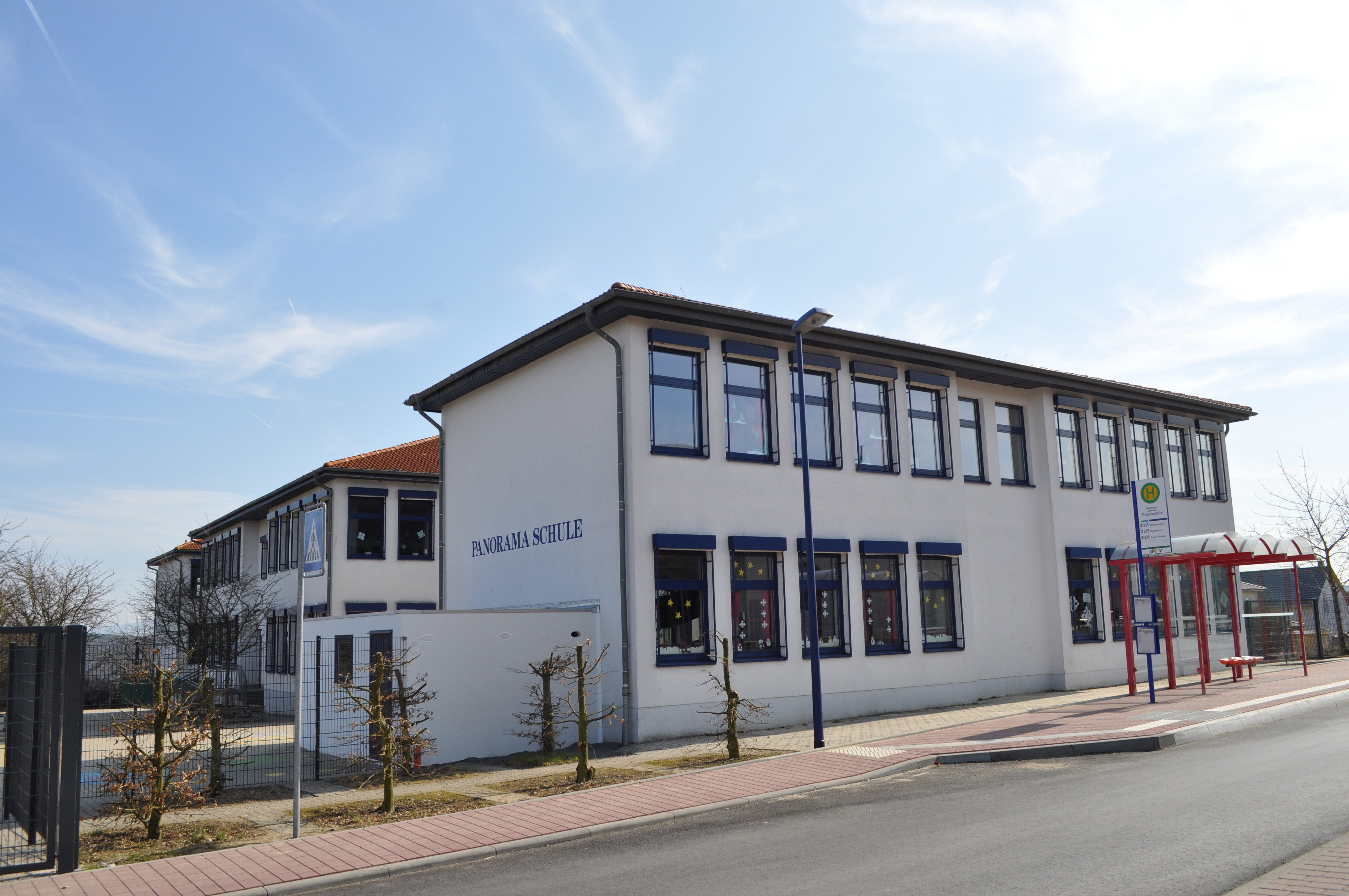
Panoramaschule
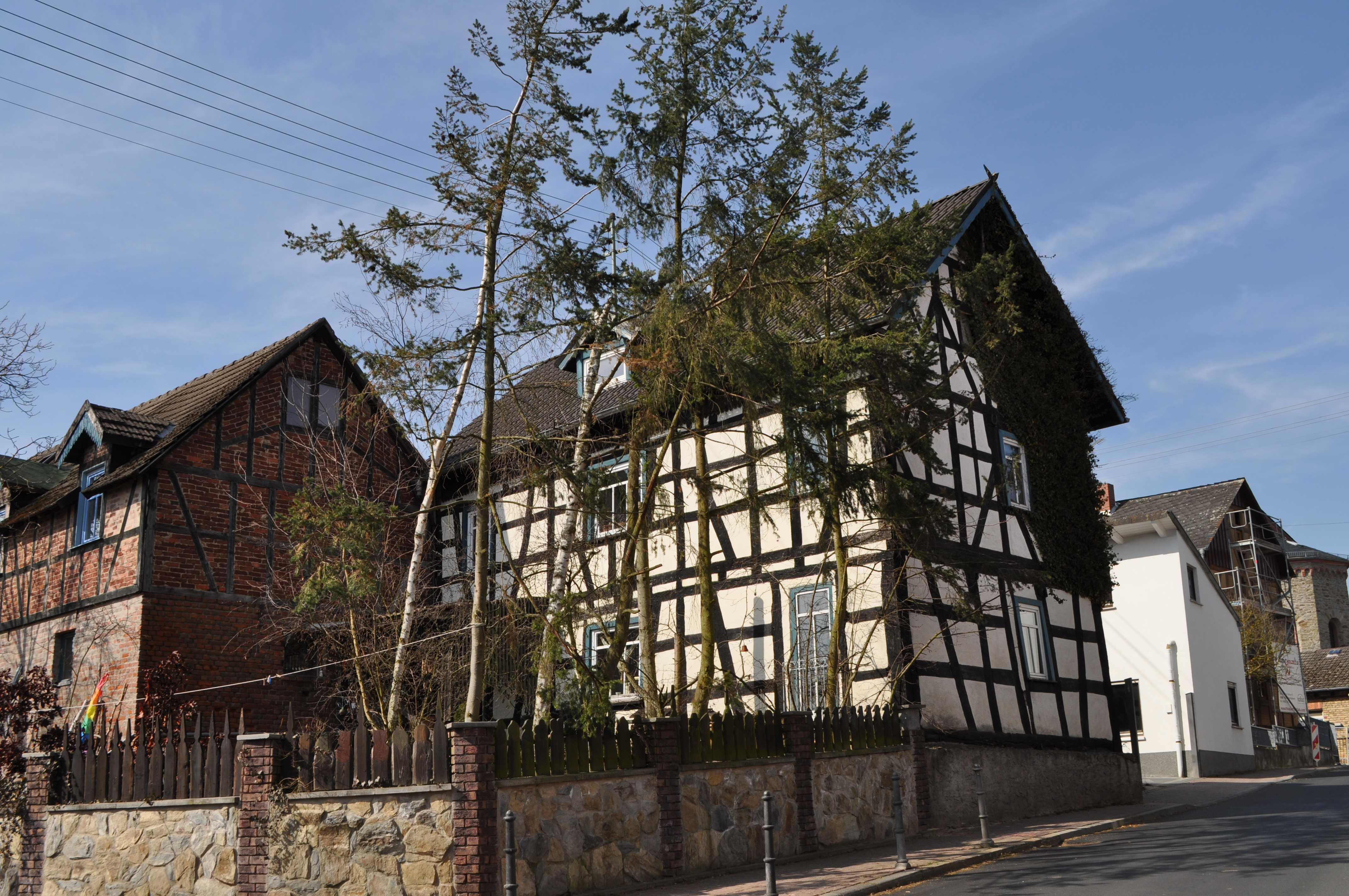
Denkmalgeschütztes Haus Birkhecker Straße 4